# Lago di Ivö
Il lago di Ivö (in lingua svedese Ivösjön) è il più grande e profondo lago della Scania in Svezia ed è ubicato nella municipalità di Kristianstad e Bromölla nella parte nord-orientale della Contea di Scania. Esso copre una superficie di 55 km² ed ha una profondità massima di 50 metri. Il lago è il più ricco di fauna ittica fra i laghi della Svezia, e fra le specie presenti si possono indicare lucci, salmoni, bottatrici, coregoni bianchi, abramidi, idi, acerine e cobiti fluviali, rari in quest'area, fatto che ha spinto gli sforzi di conservazione della biodiversità e l'attenzione da parte tra gli altri stati dell'Unione europea con il progetto Natura 2000. 25-30 specie diverse sono regolarmente pescate nel lago. Esso è molto noto tra gli appassionati di pesca, non solo in Svezia, ma in molti paesi d'Europa.
Lago con numerose isole e baie riparate, è diventato una popolare destinazione turistica per visite turistiche e battute di pesca. Esso è circondato da colline con boschi di decidue e valli con terreno fertile, e si trova in una zona di clima adatto alla coltivazione di alberi da frutta. La zona è uno dei distretti fruttiferi della Scania.
Una delle isole più grandi del lago, l'isola di Ivö, è abitate in maniera permanente. Essa è raggiungibile a mezzo di un traghetto per automezzi che collega l'isola al villaggio Barum sulla terraferma. Sull'isola si trovano le rovine del castello di Anders Sunesen, un arcivescovo danese di Lund, morto ad Ivö nel 1228.